# Publicidad en redes sociales
La promoción en plataformas de medios sociales, popularmente referida como "orientación en redes sociales", engloba un conjunto de conceptos destinados a delinear estrategias publicitarias y de mercadotecnia digital específicamente dirigidas a los servicios de redes sociales. Una ventaja significativa de este enfoque publicitario radica en la capacidad de los anunciantes para aprovechar información demográfica, psicográfica y otros datos relevantes de los usuarios, permitiéndoles dirigir sus anuncios de manera precisa y efectiva.
La segmentación por redes sociales amalgama las opciones actuales de segmentación, como la geográfica, la basada en comportamientos, la sociopsicográfica, entre otras, para lograr una identificación detallada del grupo objetivo. Factores cruciales incluyen las preferencias, comentarios, visualizaciones y seguidores en las plataformas de redes sociales de los usuarios. Mediante esta técnica, los anuncios se distribuyen a los usuarios en función de la información recopilada de los perfiles del grupo objetivo, permitiendo una personalización más precisa y efectiva.
La distinción entre publicidad en redes sociales y segmentación por redes sociales yace en su enfoque. Mientras que la segmentación por redes sociales optimiza la publicidad en estas plataformas al utilizar los datos de perfil para dirigir anuncios directamente a usuarios individuales, la publicidad en redes sociales implica alinear a los usuarios con los grupos objetivo previamente definidos por el anunciante. Este último enfoque abarca la creación de contenido en plataformas de redes sociales, la interacción con seguidores y la implementación de anuncios específicamente diseñados para dichos entornos.

## Solicitud
Las personas que participan en plataformas de redes sociales comparten una variedad de datos personales, como edad, género, intereses y ubicación, los cuales se almacenan en forma de cookies. Esta información almacenada posibilita a los anunciantes la creación de grupos objetivo específicos y la personalización individualizada de sus anuncios. La ventaja para los anunciantes radica en la capacidad de llegar a audiencias específicas interesadas en sus productos o servicios, mientras que para los usuarios, el beneficio se traduce en la visualización de anuncios más relevantes para sus intereses particulares.

### Facebook
Facebook ha desarrollado una tecnología de orientación dentro de su producto llamado Facebook Ads, disponible para usuarios y empresas. Al utilizar el Administrador de anuncios de Facebook, los anunciantes pueden definir su mercado objetivo mediante características como ubicación geográfica, género, edad, trabajo, estado civil e intereses, como la música. Facebook asegura que los anunciantes pueden personalizar aún más su audiencia según comportamientos, como patrones de compra y uso del dispositivo, lo que hace que los anuncios sean menos intrusivos y más efectivos al ofrecer contenido relevante a la audiencia adecuada.
El algoritmo publicitario de Facebook monitorea el rendimiento, permitiendo a los anunciantes ajustar su audiencia, así como la naturaleza, presupuesto y duración de los anuncios según su desempeño. La plataforma también atrae a nuevos anunciantes por sus paneles de control fáciles de usar, accesibles de forma gratuita, y por la amplia audiencia que ofrece para la visualización de anuncios.

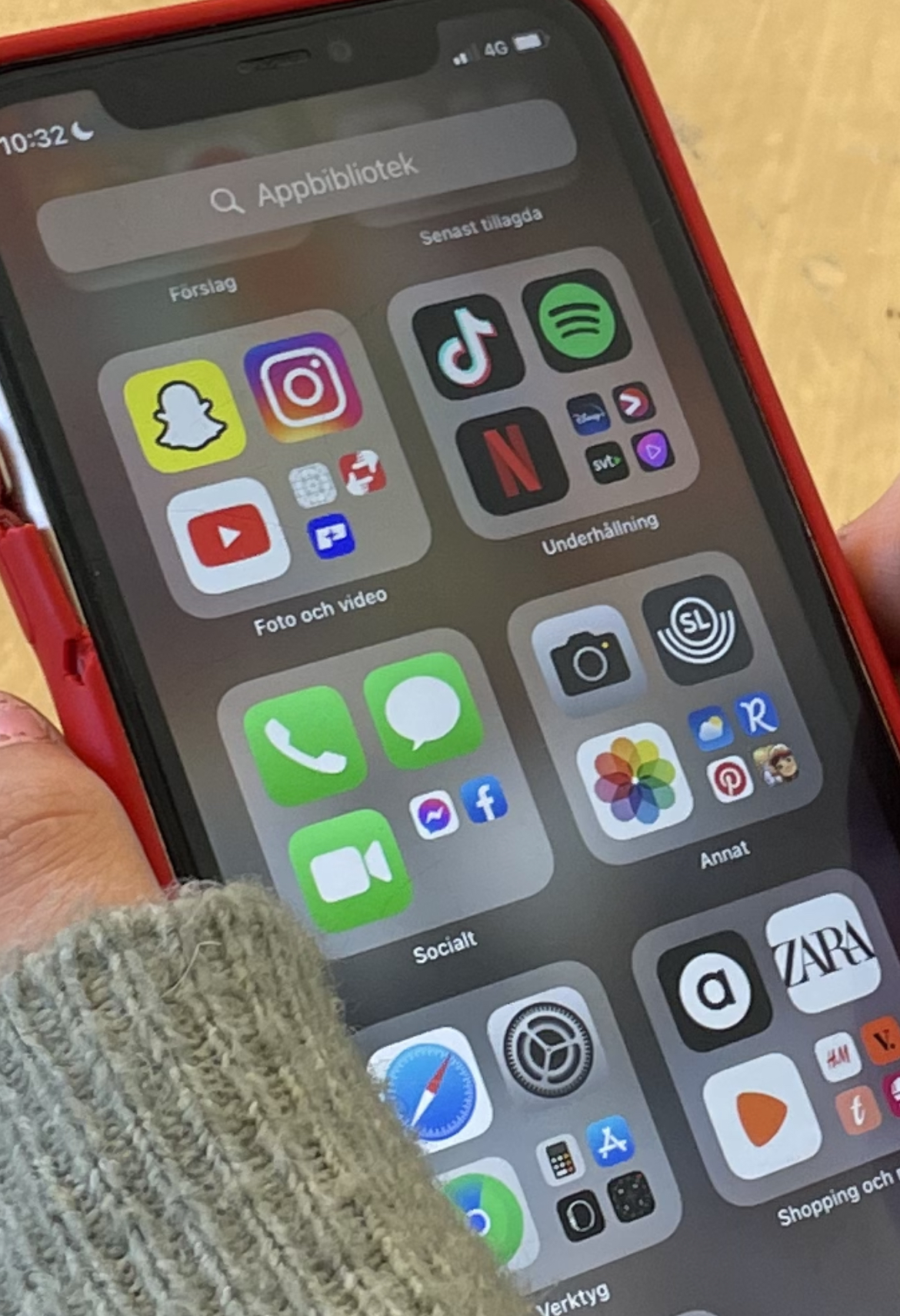

### Instagram
Actualmente, hay alrededor de mil millones de usuarios en Instagram y alrededor de 500 millones de usuarios navegan por la aplicación todos los días.  En Instagram, las empresas pueden emplear personas influyentes para publicidad, publicar desde una cuenta corporativa o comprar anuncios de Meta, la empresa matriz de Instagram.  Los programas de redes sociales, como Instagram, utilizan la participación digital para permitir a las empresas anunciar diferentes productos.  Instagram crea anuncios fotográficos, anuncios de vídeo, anuncios en carrusel y anuncios de historias que oscilan entre 5 y 6 dólares por anuncio de participación.  Los programas evalúan cómo un consumidor interactúa con el contenido en función de la cantidad de me gusta, la cantidad de seguidores y los intereses específicos según las preferencias del usuario. El programa (Instagram) toma la información recopilada sobre el consumidor y crea un entorno para el anuncio.  Moda, belleza y estilos de vida son marcas habituales para anunciar en Instagram; porque alrededor del 80% de los usuarios de Instagram siguen al menos una marca, normalmente una marca de moda.  Instagram se utiliza en promedio alrededor de 72 minutos al día, y los usuarios ven muchos anuncios diferentes mientras se desplazan por la aplicación. 

### Snapchat
Snapchat es una aplicación de mensajería multimedia desarrollada por Snap Inc., originalmente Snapchat Inc. Una de las características principales de Snapchat es que las imágenes y los mensajes generalmente solo están disponibles brevemente antes de que se vuelvan inaccesibles para sus destinatarios. Facebook es la plataforma de publicidad social más popular, pero un número cada vez mayor de jóvenes utiliza Snapchat. Los datos del Pew Research Center muestran que el 78% de los jóvenes estadounidenses (de 18 a 24 años) utilizan Snapchat (la cifra desciende al 54% en el grupo de 25 a 29 años).  Snapchat se dedica a orientar anuncios mediante Snap Audience Mix, Pixel Custom Audience, Ad Engagement Audience y Third-Party Custom Audience. 

### Twitter (X)
X, primero conocido como Twitter, fue fundado el 15 de julio de 2006.  La publicidad en Twitter se basa únicamente en las interacciones que realiza un individuo en la aplicación. Los anuncios que se muestran en la cuenta de Twitter de un individuo se basan en la información proporcionada en el perfil de ese individuo. Los anuncios que se muestran en Twitter se clasifican bajo tres nombres: tweets promocionados, cuentas promocionadas y tendencias promocionadas.  Ciertos anuncios que se colocan en el feed de un individuo pueden basarse en lo que es famoso en todo el mundo o incluso localmente en la ubicación de ese individuo si los servicios de ubicación están activados. El gerente de producto de Twitter, Deepak Rao, afirmó que Twitter realiza pruebas en su línea de tiempo todos los meses para ayudar a aumentar las métricas críticas de Twitter. La plataforma tampoco tiene una línea de tiempo algorítmica completa, a diferencia del feed de Instagram y las noticias de Facebook. 

### LinkedIn
La plataforma de redes sociales LinkedIn se creó como una plataforma en línea para ayudar a los empleadores a conectarse con empleados potenciales. El tipo de publicidad más común en LinkedIn son las publicaciones patrocinadas o el contenido de patrocinador directo. Estos anuncios se utilizan para compartir contenido y actualizaciones de la empresa y dirigir a los usuarios a una página de destino.  LinkedIn utiliza atributos de ubicación y audiencia, como empresa, experiencia laboral, educación, datos demográficos, intereses y rasgos. así como audiencias personalizadas que haya creado utilizando audiencias coincidentes.  Todos estos anuncios indicados se muestran en una cuenta de LinkedIn si usted está orientado a lo que promocionan.

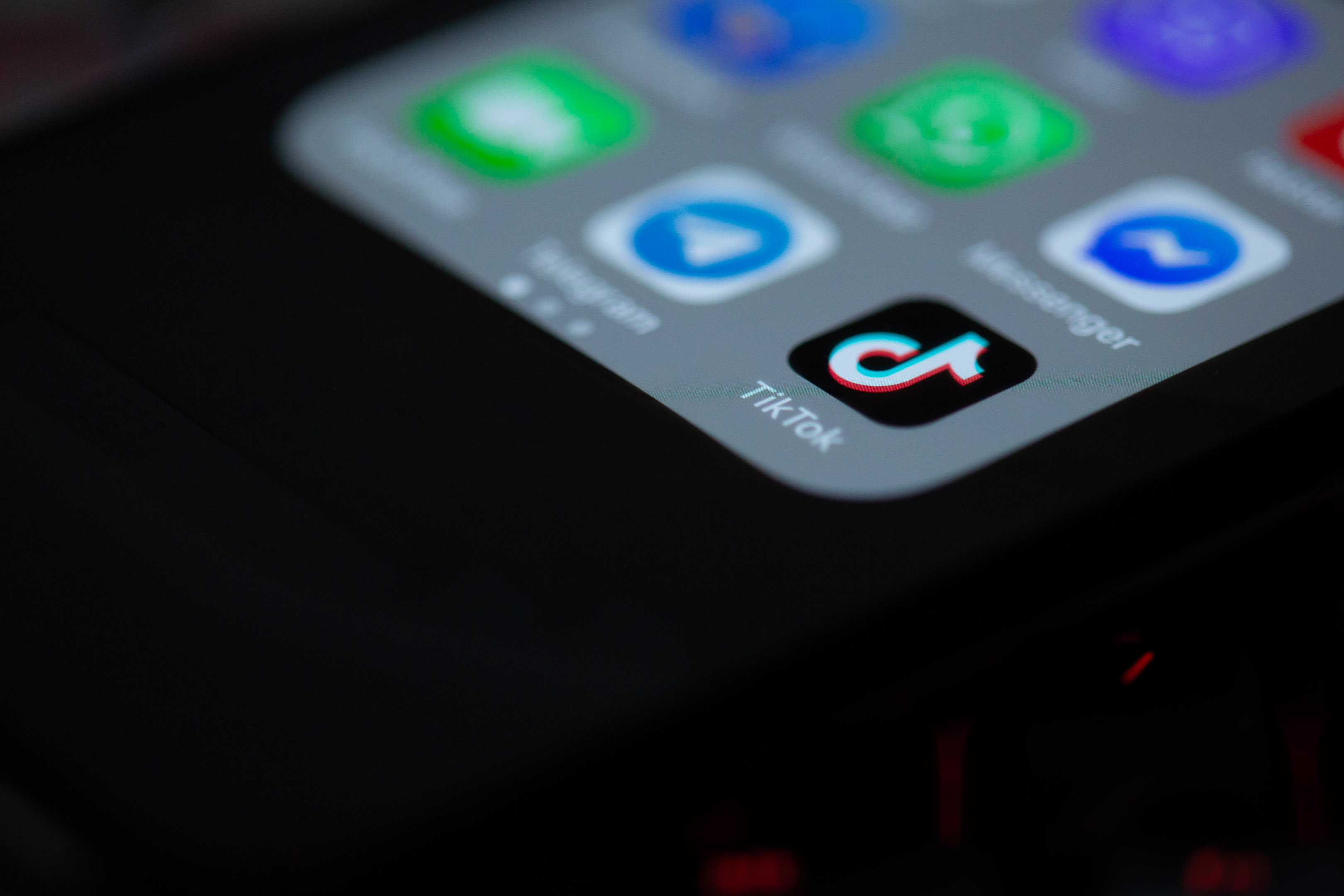
La aplicación de redes sociales de rápido crecimiento llamada TikTok.

Lanzada en 2009, WhatsApp es una aplicación de mensajería multiplataforma gratuita que permite a los usuarios realizar videollamadas y llamadas de voz, enviar mensajes de texto, compartir su estado y más con solo una conexión Wi-Fi.  WhatsApp ha ganado popularidad porque permite llamadas internacionales sólo a través de Wi-Fi, lo que deja un precio exiguo por la comunicación. WhatsApp es la aplicación de mensajería más popular a nivel mundial y se utiliza en más de 150 países.  Dado que Meta es propietaria de WhatsApp, habrá anuncios dirigidos. Al respecto, Facebook anunció que utilizará WhatsApp para mostrar anuncios en la plataforma. Los anuncios se mostrarán en estados de WhatsApp como historias de Instagram y Facebook para promocionar contenido pago. 
YouTube
YouTube es un sitio web gratuito para compartir vídeos que facilita la visualización de vídeos en línea. Creado en 2005, YouTube es ahora uno de los sitios más populares de la Web, y sus visitantes ven alrededor de 6 mil millones de horas de vídeo cada mes.  Los datos demográficos de YouTube son:
- El 82% de los adultos estadounidenses que se identifican como hombres afirman utilizar YouTube. (Investigación del banco)
- El 80% de los adultos estadounidenses que se identifican como hombres dicen que usan YouTube. (Investigación del banco)
- El 45,8% de la audiencia publicitaria total de YouTube se identifica como femenina. (Hootsuite)
- El 54,2% de la audiencia publicitaria total de YouTube es masculina. [18]

YouTube participa en la orientación de anuncios analizando las búsquedas de Google y revisando el contenido buscado. Cualquier "Tema", "Ubicaciones", "Palabras clave de visualización/vídeo" y "Exclusiones" para todo tipo de orientación de contenido.  Se considera que todas estas estrategias se utilizan cuando aparece un anuncio en YouTube para un individuo.

## Operación
Dentro de las comunidades sociales, los usuarios proporcionan información demográfica, intereses e imágenes. El software de orientación de redes sociales accede a esta información y permite a los anunciantes crear anuncios gráficos con características que coincidan con las de los usuarios de redes sociales. El componente crítico de la segmentación por redes sociales es proporcionar información sociodemográfica y de intereses de los usuarios. Al utilizar esta información, la orientación en las redes sociales hace posible que los usuarios vean anuncios que podrían interesarles. La disponibilidad de los datos de los usuarios permite realizar análisis e informes detallados, lo cual es una gran parte de la segmentación en las redes sociales y lo que la hace más efectiva que las proyecciones estadísticas por sí solas.

### Demografía
Aproximadamente tres cuartas partes de los usuarios de Internet son miembros de al menos una red social. El 49% de las mujeres adultas estadounidenses visitan sitios de redes sociales varias veces al día, mientras que sólo el 34% de los hombres lo hacen. El grupo de edad de más rápido crecimiento en Twitter es el de 55 a 64 años, un 79% más desde 2012. Y el grupo de edad de 45 a 54 años es el de más rápido crecimiento en Facebook y Google+. El uso de las redes sociales sigue siendo más común entre el 89% de los usuarios de Internet de entre 18 y 29 años, frente al 43% de los de 65 años o más. 

### Tipos de publicidad
Los sitios de redes sociales populares como Facebook, Twitter y YouTube ofrecen diferentes formas de publicitar marcas. Facebook ofrece a los anunciantes opciones como publicaciones promocionadas, historias patrocinadas, anuncios de publicaciones de páginas, anuncios de objetos (me gusta) de Facebook y anuncios (estándar) de sitios web externos. Para anunciarse en Twitter, existen tweets de promotores, tendencias y cuentas promocionadas que aparecen en las fuentes de noticias de los usuarios. Hay canales de marca, videos promocionados y publicidad en video para publicidad en YouTube. 
En julio de 2015, durante su conferencia telefónica sobre resultados del segundo trimestre, Facebook reveló que había logrado 2.900 millones de dólares en ingresos móviles, lo que representa más del 76% de sus ingresos trimestrales generales.  Una gran parte de estos ingresos provino de anuncios de instalación de aplicaciones, que los desarrolladores compran según el costo por instalación.
Otro tipo de publicidad es utilizar una herramienta llamada "botones de compra". Algunas redes ya están involucradas con "botones de compra" o comercializando directamente varios productos que una empresa desea promocionar en su plataforma de redes sociales. Redes sociales como Facebook y Twitter ya participan en este tipo de asociaciones, y esto es sólo el comienzo. El "botón de compra" conduce a compras online impulsivas. Estos anuncios aparecen en las noticias de las interfaces de las redes sociales y le dan la opción de hacer clic en un botón y comprar el artículo inmediatamente. Estos representan poco menos del 2% de las ventas online.  El "botón de compra", que se remonta al sistema patentado por Amazon en 1997,  desempeña no sólo un papel circunstancial en las ventas por Internet, sino también en la vida en Internet.
Aunque la publicidad en las redes sociales se puede utilizar para vender, se puede utilizar para más. Por ejemplo, las redes sociales jugaron un papel importante en la carrera presidencial de 2008 . Los vídeos que involucraban tanto a Obama como a McCain lograron obtener 1.450 millones de visitas.  Algunas de esas vistas y videos podrían haber influido en la decisión de votar. La publicidad en las redes sociales también afecta en gran medida la reputación y la recepción de una marca o empresa. La forma en que se presenta una empresa puede determinar su popularidad y audiencia. Algunos estudios incluso han demostrado que esta táctica se aplica a nivel mundial. 

## Estrategia
La publicidad en las redes sociales implica la creación de contenido en plataformas de redes sociales, la interacción con los seguidores y la publicación de anuncios. La publicidad ayuda a las empresas a dar a conocer su marca. Participar en diferentes campañas publicitarias puede generar más tráfico hacia el nombre de la marca. 
Estrategia
Hay que saber los objetivos que quieren alcanzar y decidir qué plataforma de redes sociales utilizarán. En otras palabras, las marcas deben establecer objetivos publicitarios específicos al crear anuncios en línea en las redes sociales. La participación del cliente, el aumento de los ingresos y el conocimiento de la marca, la mejora de las experiencias del cliente y el posicionamiento del liderazgo intelectual son objetivos de marketing típicos del marketing en redes sociales. 
Planificación y publicación
Las redes sociales son un paso importante. Puede ser tan sencillo como planificar y publicar un tuit en Twitter. Antes de que las empresas lancen campañas publicitarias en las redes sociales, deben considerar y planificar algunos elementos. Esto incluye considerar su público objetivo y permitir que una marca se anuncie de manera más efectiva. Además de ayudar a determinar qué redes sociales son mejores para llegar a ese público objetivo. Las empresas también deben planificar qué contenido producirán en las redes sociales para publicidad. Algunos ejemplos de este contenido incluyen videos de formato corto, contenido creado por usuarios, campañas fotográficas, etc. 
Escucha y compromiso
Es importante prestar atención a los comentarios, etiquetas y hashtags en los que participa el público objetivo. La forma en que las personas se conectan con sus cuentas de redes sociales y el contenido se mide por la participación en las redes sociales. La frase puede referirse a una amplia gama de comportamientos en todos los sitios de redes sociales. La participación puede implicar acciones como me gusta, favoritos, comentarios, mensajes directos, respuestas, acciones compartidas, retuits, guardados, clics o menciones.  La participación es muy específica del contexto y consta de experiencias variadas en cada plataforma de redes sociales, lo que permite una experiencia de usuario distintiva en cada una. Además, las experiencias asociadas a las evaluaciones publicitarias varían según la plataforma. 
Analítica
consistente en saber cómo está funcionando el marketing en redes sociales. Por ejemplo, esta será la cantidad de personas a las que se llegó en su plataforma de redes sociales o cuántas menciones obtuvo la marca durante el mes. Las cuentas comerciales permiten a las marcas rastrear y analizar sus análisis. La publicidad en las redes sociales actúa como una herramienta de seguimiento que proporciona medidas cuantificables, como el número de me gusta, acciones, comentarios, aperturas, vistas, seguidores o clics, como indicadores de participación. Estas métricas se utilizan para evaluar el rendimiento de dichas campañas de participación digital. 
Publicidad
Ver anuncios en línea .

## Pros y contras
Los defensores de la publicidad en las redes sociales sugieren las siguientes ventajas:
- Los anunciantes pueden llegar a los usuarios interesados en sus productos [31]
- Permite realizar análisis e informes detallados (incluida la inteligencia empresarial ). Las empresas tienen acceso a opciones de análisis en cada red social para saber qué tan bien le está yendo al perfil de su marca. [32] Algunos ejemplos incluyen Facebook Insights, Instagram Insights, Twitter Analytics, YouTube Analytics, LinkedIn Analytics, etc.
- La información recopilada es real, no proviene de proyecciones estadísticas.
- Mejorar la lealtad a la marca : la publicidad en las redes sociales ayuda a las empresas a crear una plataforma donde sus clientes pueden compartir sus sentimientos sobre el producto o los servicios ofrecidos.
- Aumentar el conocimiento de la marca, a medida que las empresas comprenden el valor de tener un mayor compromiso entre los clientes y la marca, y el uso de las redes sociales les permite satisfacer la demanda de los clientes de manera más efectiva. [33]
- Publicidad de bajo costo, la mayoría de las estrategias publicitarias en las redes sociales funcionan mediante pago por clic (PPC) o pago por evento (PPV), lo que significa que las empresas solo pagan cuando alguien hace clic en su anuncio o mira su anuncio en video. Las marcas pueden reducir sus gastos publicitarios gastando dinero únicamente cuando un cliente realiza una acción. [34]
- Mejor clasificación en los motores de búsqueda : la publicidad en las redes sociales atraerá más tráfico en línea a la empresa. Las personas utilizan Google para encontrar productos, por lo que la publicidad en plataformas de redes sociales como Instagram, Twitter y Facebook ayudará a las empresas a mejorar su clasificación en los motores de búsqueda.

Una grave desventaja para los usuarios/consumidores en términos de privacidad en Internet es el uso generalizado de técnicas de seguimiento web, que pueden servir para medir el alcance de las redes sociales, pero que permiten la construcción de perfiles de personalidad completos a partir de la visualización de anuncios y los clics. 
Los críticos de la publicidad y el marketing en las redes sociales citan abusos en las áreas de interferencia política, racismo y estereotipos de grupos, así como una influencia indebida en la formación de valores para los jóvenes desprevenidos. Además, existen preocupaciones sobre la privacidad y la seguridad del usuario. 